# Museumsbrücke
Die Museumsbrücke (ehemals Barfüßerbrücke) ist eine Sandstein-Bogenbrücke, die in Nürnberg die Pegnitz überspannt. Die Straßenbrücke befindet sich am Anfang der Königstraße und verbindet die Nürnberger Stadtteile St. Sebald und St. Lorenz. Sie liegt zwischen dem Hauptmarkt und dem Lorenzer Platz.

## Geschichte

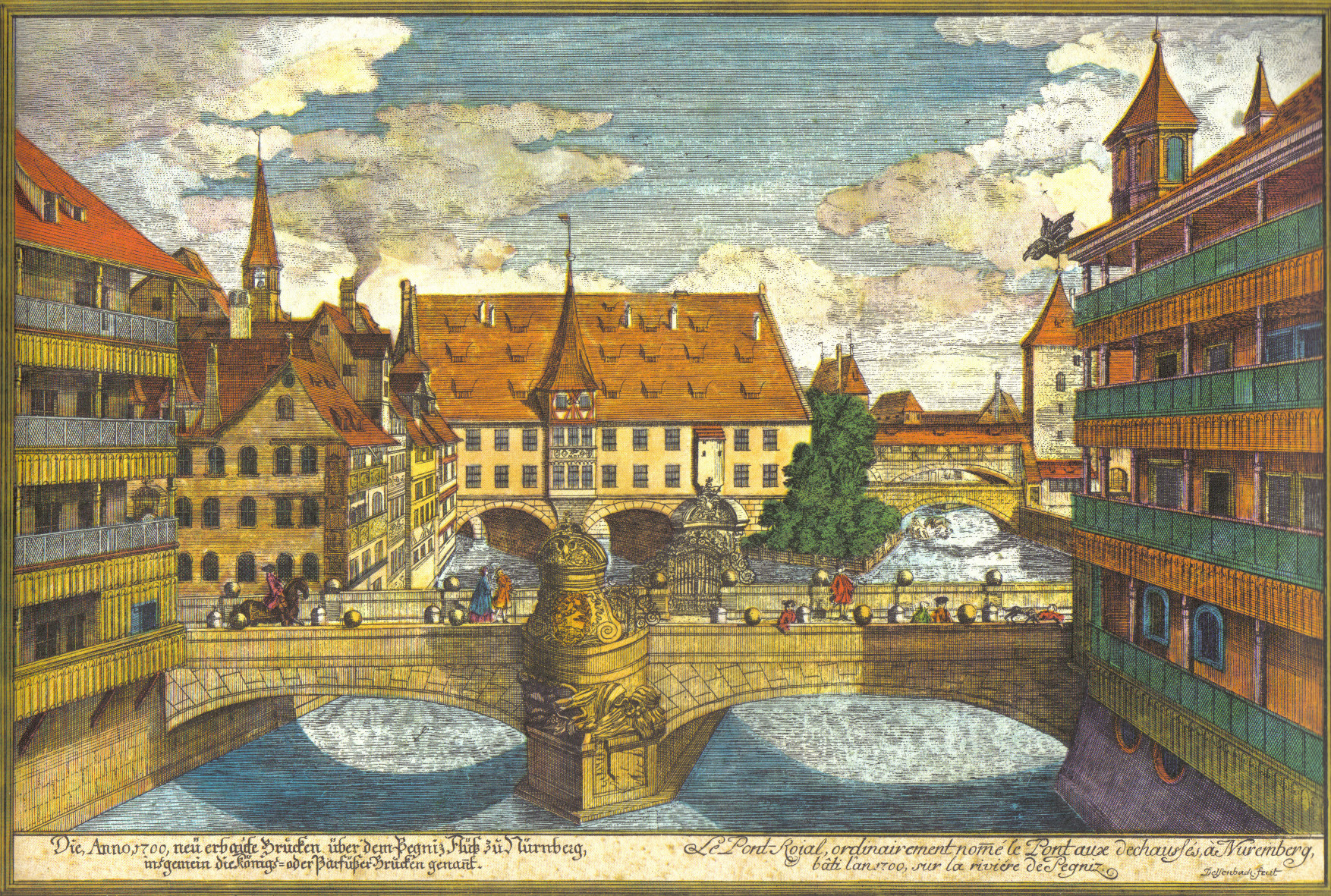
Museumsbrücke um 1700

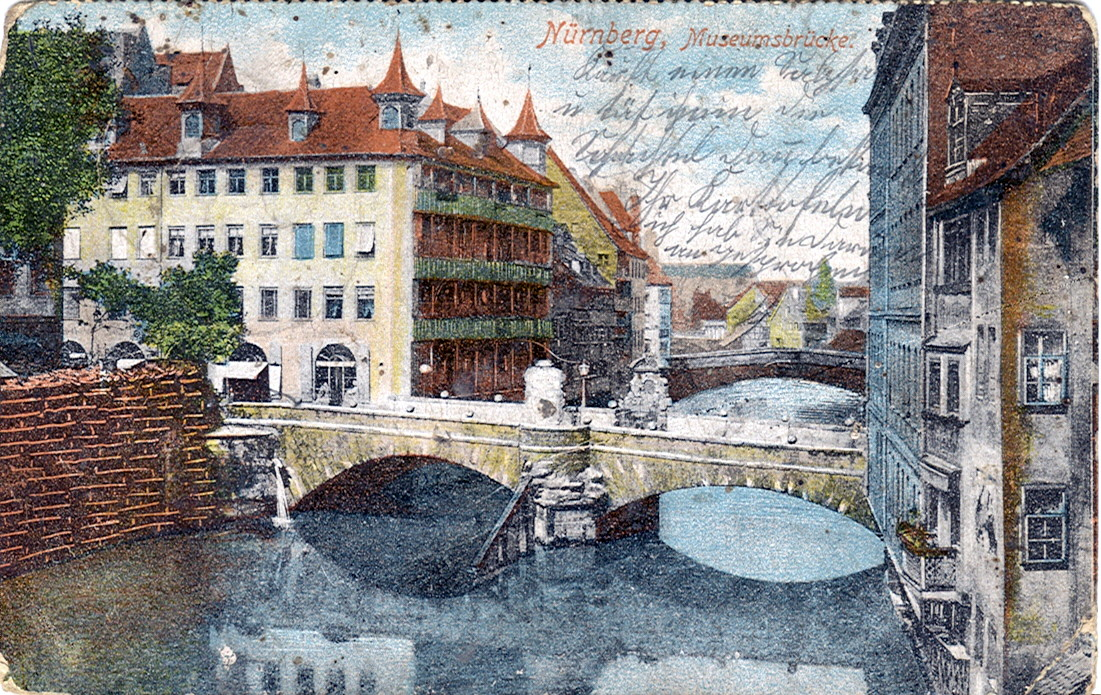
Museumsbrücke 1914

Die älteste Brücke Nürnbergs über die Pegnitz wird an der Stelle der heutigen Museumsbrücke vermutet. Eine Holzbrücke ist für das 13. Jahrhundert dokumentiert. Da das Bauwerk das Franziskanerkloster mit der Stadt verband, wurde es Barfüßerbrücke genannt. Allerdings zerstörte in den folgenden Jahrhunderten wiederholt Hochwasser die Brücke an diesem Ort. 1484 folgte daher ein Neubau mit steinernen Unterbauten und einem Überbau aus Holz. 
1590 wurde das Bauwerk erneut durch Hochwasser stark beschädigt. Aufgrund der anhaltenden Instandhaltungsarbeiten beschloss die Stadt im Jahr 1699 die Konstruktion durch eine komplett massive Brücke zu ersetzen. Im Jahr 1700 wurde die Brücke mit zwei Steinbogenöffnungen errichtet und nach König Joseph I. als Josephs- oder Königsbrücke benannt. Geschmückt wurde der Pegnitzübergang durch zwei barocke Kanzelaufbauten mit schmiedeeisernen Gittern, die auf dem Strompfeiler angeordnet wurden. Der östliche Aufbau weist Inschriftentafeln zu Ehren Kaiser Leopold I. und seines Sohnes, König Josef I. auf. Der westliche Aufbau ist mit den Wappen der sechs damaligen Mitglieder der Stadtregierung geziert.
Im 19. Jahrhundert folgte die Umbenennung in Museumsbrücke, da auf dem Gelände der ehemaligen Barfüßerkirche die Gesellschaft „Museum“, eine Geselligkeits- und Lesegesellschaft, ein Versammlungshaus besaß.
Im Zweiten Weltkrieg wurde die Museumsbrücke durch Bomben beschädigt. 1954 folgten im Rahmen des Hochwasserschutzes der Altstadt der Abbruch und der Neubau des Bauwerks. Es wurde mit dem Erscheinungsbild des Jahres 1700, aber mit doppelter Breite und mit drei Öffnungen, neu errichtet. Die Baukosten betrugen 500.000 DM.

## Bauwerk
Die rund 55 Meter lange Bogenbrücke kreuzt in einem Winkel von ungefähr 80 Grad die Pegnitz und weist drei Kreissegmentbogen, im Kämpfer 0,8 Meter dick, mit lichten Weiten von 10,50 Meter, 13,80 Meter und 13,36 Meter auf. Die Konstruktion besteht seit 1954 aus Stahlbeton, die Sichtflächen sind mit Sandstein verkleidet. Beidseitig wird die 19,8 Meter breite Straßenbrücke durch massive 0,9 Meter hohe und 0,4 Meter breite Sandsteinbrüstungen begrenzt, auf denen Steinkugeln aus Quarzit mit 0,45 Meter Durchmesser angeordnet sind.
Die Breite der Brücke ergibt sich daraus, dass sie Teil einer neuen Nord-Süd-Verkehrsachse war. Der vor dem Krieg nicht vorhandene breite Straßenzug, in dem auch eine Straßenbahn planerisch vorgesehen war, führt vom Maxtor über den Obstmarkt, die Museumsbrücke und die Lorenzkirche zum Hauptbahnhof. Den Platz dafür schuf man, indem man die kriegszerstörten Bauten nicht mehr oder mit zurückgezogener Baulinie wieder aufbaute. Heute ist die Brücke wie alle umliegenden Straßen Fußgängerzone.  

## Hochwassertunnel

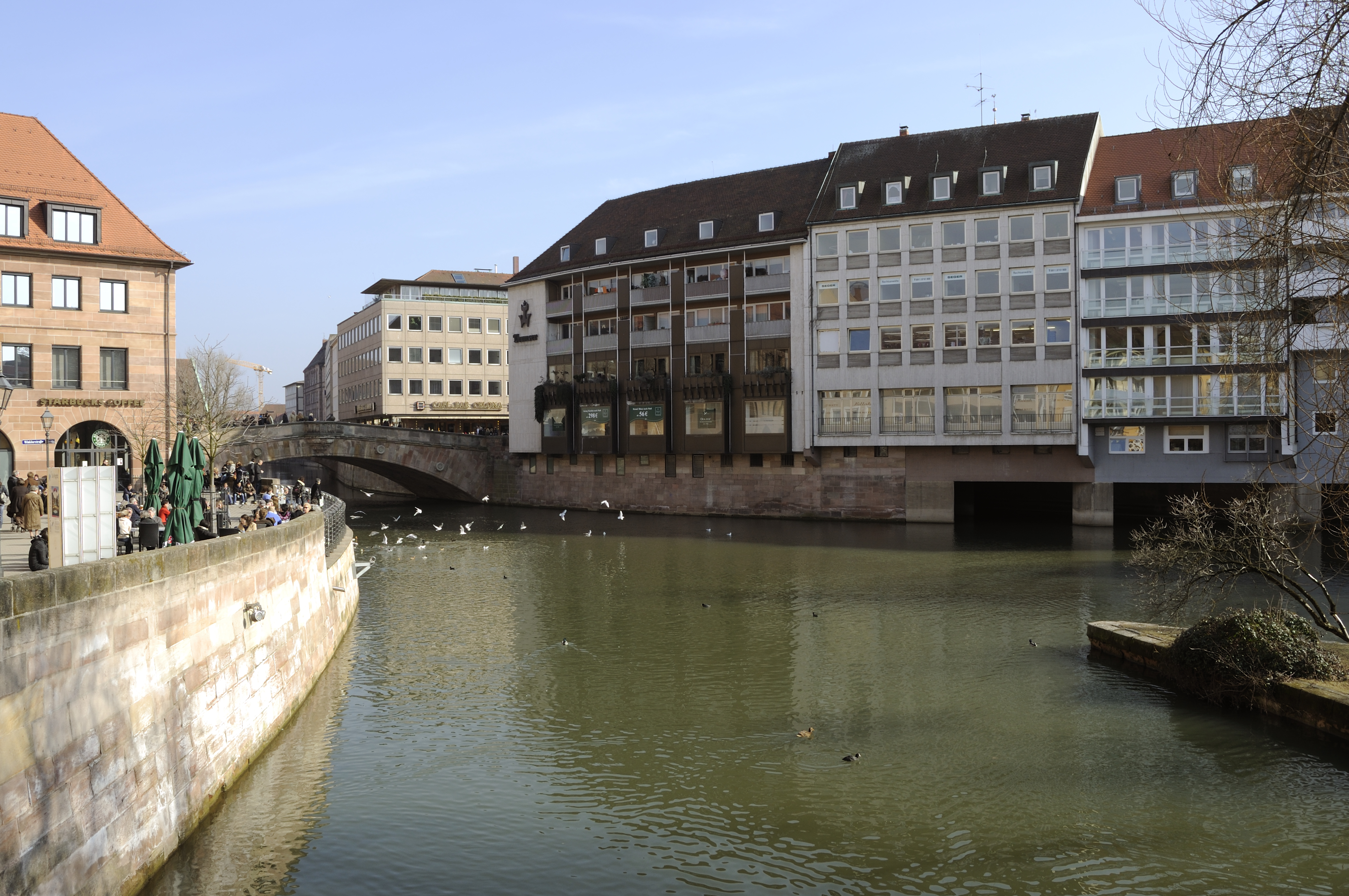
Blick nach Westen auf die Fleischbrücke, rechts der Auslass des von der Museumsbrücke kommenden Hochwassertunnels

Eine Besonderheit der heutigen Museumsbrücke ist, dass von Westen nur zwei der drei Bögen sichtbar sind. Der dritte, südliche, Bogen ist der Beginn eines Tunnels, durch den ein Teil des Wassers abgeleitet wird. 
Vor dem Bau des Tunnels hatte es bei Hochwasser einen Rückstau vor der Fleischbrücke als der engsten Stelle des Flussbetts gegeben. Das Hochwasser von 1909 hatte deshalb die angrenzenden Gebiete der Altstadt am heftigsten getroffen. Nach dem Zweiten Weltkrieg bot die völlige Zerstörung der Gebäude am linken Pegnitzufer die Möglichkeit, das Flussbett zu verbreitern. Erste Pläne hatten noch den Abriss der im Krieg unzerstört gebliebenen mittelalterlichen Fleischbrücke vorgesehen. Um das zu vermeiden, wurde 1951 der dann realisierte Plan entwickelt, die Fleischbrücke mit einem Tunnel zu umgehen. 
Der zusammen mit der neuen Museumsbrücke errichtete Tunnel ist 140 Meter lang und zehn Meter breit. Er erhöht den Abfluss auf 430 Kubikmeter pro Sekunde, das vierzigfache der durchschnittlichen Wassermenge. Er führt unter den später über ihm errichteten Häusern und der Straße An der Fleischbrücke bis zu einem Auslaufbauwerk unter den Anwesen Kaiserstraße 14 bis 18.